# 스코샤판
스코샤판(Scotia Plate)은 해양의 지각판으로 북쪽으로 남아메리카판, 동쪽으로 사우스샌드위치판, 남쪽과 서쪽으로 남극판과 접한다.
판의 북쪽과 남쪽의 경계는 변환 단층이다. 스코샤판의 동쪽 가장자리와 사우스샌드위치판 사이에는 확산 경계가 있다. 남아메리카판은 사우스샌드위치판의 동쪽 밑으로 섭입되며 이것이 남아메리카판과 스코샤판을 분리되도록 만들었다고 생각된다. 서쪽의 남극판과의 경계는 복잡하고 불분명하다.
일부 학자들은 남아메리카판이 서쪽으로 이동하게 된 원인은 카리브판이 북쪽에서, 스코샤판이 남쪽에서 서로 압력을 가했기 때문이라고 생각한다. 두 판은 둘 다 유사한 모양을 가지고 있고, 동쪽으로 남아메리카판이 섭입하는 부분이 있다.